# Club de Fútbol Badalona
El Club de Fútbol Badalona es un club de fútbol de la ciudad de Badalona (Barcelona), España. Fue fundado en 1903 y juega en la Tercera División RFEF. 
Desde enero de 2017 juega en el Estadi Municipal de Badalona, después de dejar el Camp del Centenari, casa del Badalona desde 1936.

## Historia

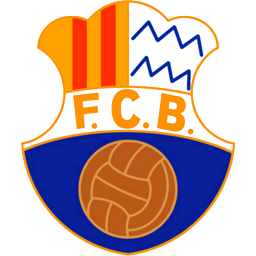
Escudo de 1908

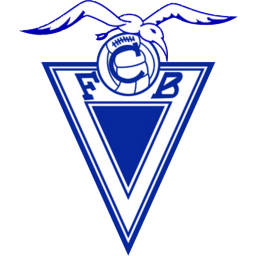
Escudo de 1913

El actual Club de Fútbol Badalona se fundó el 15 de mayo de 1903, con el nombre de Football Bétulo Club por el atleta y músico Francesc Viñas Bosch, como una escisión del Bétulo Sport (dedicado al ciclismo, que había creado su sección el año 1900). En 1908, el club se inscribe en los registros federativos con el nombre de FC Badalona. Primero vistió un uniforme azul y rojo a rayas con pantalón azul y no fue hasta 1913 que adoptó el azul escapulado.
El primer terreno de juego fue la plaza del Sol, en el barrio de Casagemes. En el año 1906 se trasladó al campo del barrio de Manresà, cerca de Montgat. En 1933 se produjo la fusión con el Artiguense que hace que el club opte por cambiar de nombre, pasa a denominarse Sport Club y se traslada al extremo sur de la ciudad, al barrio de Artigues. 
Después de quedarse a las puertas de jugar la fase final de ascenso a Primera División la temporada 1935-36, el 11 de octubre de 1936, poco después del inicio de la Guerra Civil, se inauguró el campo de la Avenida de Navarra (Camp del Centenari) con un partido entre el Sport Club y el FC Barcelona.
Entre 1934 y 1941 compite en Segunda División. En los primeros años de la postguerra el club atravesó muchas dificultades económicas. No obstante, consigue mantenerse en Segunda División desde 1947 hasta 1952.
En 1953 el club perdió la categoría y permaneció en Tercera una década hasta 1963. Después compitió durante cinco temporadas consecutivas en Segunda División. La fuerte crisis industrial de principios de los años setenta afectó al fútbol badalonés, que entró en una larga etapa de crisis. Las aportaciones externas al club fueron prácticamente nulas y el deporte que por relevancia con el tejido socioeconómico de la ciudad tenía más apoyo era el baloncesto con varios equipos de la ciudad compitiendo en la élite nacional.
El club se pasaría 2 décadas militando en la Tercera División española sin conseguir el deseado ascenso hasta que en la temporada 1988-89 baja a Regional Preferente después de quedar último en liga. Serán 4 temporadas en categorías regionales hasta el retorno a Tercera División la 93-94.
Hasta la temporada 1999-00 se vivirán dos descensos más a Primera Catalana hasta llegar a la 2000-01 donde queda campeón y vuelve a la tercera división española, categoría de la que no volverá a bajar más. 
El proceso de decadencia económica del club parecía condenarlo a la desaparición en las vísperas de celebrar su centenario, pero la llega de Fermín Casquete en 2001 y la fusión en 2002 con la Unió de l'Esport Badaloní, un club joven y en auge que se había convertido en uno de los equipos punteros de la categoría, dio nuevamente alas a la entidad escapulada que al final de la temporada 2003-04 conseguía el ansiado ascenso a la Segunda División B, viviendo tardes de gloria en la Avinguda de Navarra. 
La temporada anterior al ascenso, la 2002-03, el CF Badalona había disputado la fase de ascenso a Segunda B después de quedar campeón del grupo V de Tercera División. El formato de ascenso era una liguilla compuesta por 4 equipos. En la liguilla, el Badalona quedó emparejado con el CF Villajoyosa, con el AD Mar Menor y con el UD Poblense. El Badalona hizo una estupenda liguilla, ganó ambos partidos tanto a AD Mar Menor como al UD Poblense pero perdió contra el Villajoyosa CF tanto en casa como fuera y quedó a solo un punto del equipo alicantino, y del tan deseado ascenso.
El 11 de septiembre de 2003 tuvo lugar el partido contra el Real Mallorca, en motivo de los actos del Centenario del club. El Badalona venció al RCD Mallorca por 2-0. Esa temporada volvió a quedar campeón del grupo V de Tercera División como el curso anterior.
El 'Bada' disputó dos eliminatorias para lograr el ascenso en la temporada 2003-04. La primera fue contra el Caravaca CF. En tierras murcianas, el Badalona logró un empate 0-0 y en el Camp del Centenari el Badalona se impuso por 4-1. La segunda eliminatoria, y definitiva, fue contra el Villarreal B. El Badalona empató 1-1 en el Madrigal, y en el partido de vuelta, el Badalona venció al Villarreal 'B' por 3-2 con el histórico doblete de Albert Cámara y logró así su primer ascenso a Segunda División B, la categoría de Bronce del fútbol español.
A esa temporada histórica del ascenso se le sumaría el título de Copa Federación conquistado después de vencer en la final al CD Villanueva de Córdoba, goleando por 4-1 en la vuelta en Badalona después del empate a 0 de la ida en tierras andaluzas.
La temporada 2004-05 el equipo quedó en un discreto 9º lugar. Disputó la Copa del Rey cayendo eliminado en segunda ronda contra el Levante UD, después de perder 0-1 en Badalona con un gol de penalti del equipo granota.
En la temporada 2005-2006 el Badalona quedó del grupo III de Segunda B por primera vez desde que compite en la categoría. En la primera eliminatoria de ascenso a Segunda División cayó eliminado después de perder contra el Linares Deportivo tanto en la ida (2-0) como en la vuelta en Badalona (2-3). Aquella histórica plantilla estaba formada por jugadores como Albert Cámara, Rubén Martínez, Fran Erencía, Joaquín Macanás, Pere Tarradellas, Javi Recio, Juanma Pons, Mikel Amantegui, Albert Puigdollers, Sergio Cirio, Luis Blanco, David Prats o Manel Martínez.
Ese mismo año el equipo disputó una gran Copa del Rey eliminando en 1ª ronda en el Villayoyosa CF, en 2ª ronda en el Racing de Ferrol y en 3ª ronda a la Universidad de Las Palmas. En octubre de 2006 tuvo lugar el partido de Copa del Rey de dieciseisavos de final frente al F.C. Barcelona y se registró en el Estadio del Centenari la mejor afluencia de público de las últimas décadas con más de 10.000 espectadores. El partido de ida en Badalona terminó 1-2 para el FC Barcelona con doblete de Gudjohnsen. En la vuelta en el Camp Nou el 'Bada' no tuvo ninguna opción y cayó por 4-0.
No fue hasta la temporada 2010-11 que el CF Badalona volvió a jugar las fases de ascenso a Segunda A después de finalizar la liga en segunda posición. Los escapulados eliminaron al CD Leganés ganando en Butarque por 1-2 y sentenciando en el Centenari con el definitivo 1-0. Se enfrentó posteriormente al CD Mirandés, y en el partido de ida perdió 1-0 en Anduva. En la vuelta en el Centenari se produjo un empate final a 0-0 y el Badalona quedó a las puertas del ascenso una vez más.
Al año siguiente, el CF Badalona acaba cuarto y vuelve a jugar la promoción de ascenso a Segunda A. El 20 de mayo de 2012, se enfrenta al CD Tenerife. Un gol de Goiko en el minuto 46, a la salida de un córner, situaba el 1-0 en un Estadi del Centenari que presentaba una entrada histórica. Sin embargo, Zazo establecía la igualada en el 89, quedando así un 1-1 final en el partido de ida. El partido de vuelta en el Heliodoro, se jugó el 27 de Mayo con el resultado de 3-1 para el conjunto chicharrero.
La década del 2010 será de estabilidad en la categoría de bronce del fútbol español, con algunas de ellas coqueteando con jugar las fases de ascenso pero sin éxito final.
En 2013, Fermín Casquete deja la presidencia del club badalonés. Con él al frente se vivieron los mejores años del club desde sus últimos años en Segunda División a finales de los 60.
El 11 de enero del 2020 el Badalona hizo historia tras derrotar 2-0 en la segunda ronda de la Copa del Rey a un equipo en ese momento clasificado en puestos de Champions League como el Getafe C. F. El equipo acababa de eliminar al Real Oviedo (3-1) en 1ª ronda. Ya en los dieciseisavos de final, los badaloneses cayeron ante el Granada CF en la prórroga (1-3) en el Estadi Municipal.
Después de la reestructuración de la Federación Española de Fútbol de cara a la 2021-22 con la creación de las nuevas Primera RFEF, Segunda RFEF y Tercera RFEF, el CF Badalona quedaba encuadrado en la Segunda RFEF, nueva cuarta categoría del fútbol español.
En esa primera temporada en Segunda RFEF, la 2021-22, el Badalona acaba 15º y desciende a Tercera RFEF.
En 2022, el club llegó con un acuerdo para absorber a la Unió Esportiva Llagostera. El acuerdo firmado por Miguel Ángel Sánchez, Oriol Alsina, Toni Freixa y Santi Álvarez establecía que durante el proceso de absorción el UE Llagostera pasaría a llamarse CF Badalona Futur, club que en poco tiempo pasaría a ser adquirido por el CF Badalona. 
La temporada 2022-23 se estableció que el UE Llagostera jugaría con el nombre de CF Badalona Futur en Segunda RFEF y entrenado por el histórico entrenador del Llagostera Oriol Alsina; mientras que el CF Badalona jugaría en Tercera RFEF entrenado por Santi Álvarez, para la temporada 2023-24 completar la absorción y el CF Badalona jugar en Segunda RFEF y el futuro filial CF Badalona 'B' en Tercera RFEF. 
Este acuerdo se rompió finalmente por desavenencias entre ambas partes y la absorción quedó en papel mojado, dejando al histórico CF Badalona en la Tercera RFEF al acabar la temporada 2022-23.
En la temporada 2023-24 el equipo queda 4º clasificado del grupo V de Tercera RFEF con Gerard Albaladejo al frente. En el play-off de ascenso a 2ª RFEF elimina en primera ronda al UE Vilassar por un global de 4-2. En semifinales, después de empatar a 1 contra el CE L'Hospitalet en el Estadi Municipal de Badalona, los escapulados pierden en la vuelta 1-0 en Hospitalet de Llobregat con un gol de los hospitalenses en el minuto 95 y quedan eliminados cruelmente.
En julio de 2024 el CF Badalona anunciaba su compra por parte de M2A Sports Management, consultora de nueva creación especializada en la gestión deportiva y liderada por Marc Serra, experto en desarrollo de negocio en la industria del deporte y exfutbolista del club, junto con Amir Garranah, quien tiene más de 10 años de experiencia como miembro de la FIFA. Con ellos llega la profesionalización y mejora del club en muchas áreas, y jugadores relevantes como Álvaro Vázquez para intentar de nuevo el ascenso. 
En liga, después de un mal inicio de temporada 2024-25 donde se cesa a Gerard Albaladejo y llega en su lugar Jordi López, se termina en 5ª posición, lo que le da derecho de jugar el play-off de ascenso a Segunda Federación pero se repite la misma historia de la temporada anterior. Elimina al Atlètic Lleida en la primera eliminatoria después de ganar en la vuelta en Lleida por 0-1 tras el empate a 2 en Badalona, pero se cae ante el Girona FC 'B' en las semifinales por un global de 1-3, tras un mal partido en la ida en casa.

## Categorías inferiores
El CF Badalona cuenta con equipos en todas la categorías inferiores de formación, con especial mención al Juvenil A que compite en División de Honor. En la temporada 2023-24 se clasificó para la final a cuatro de la Copa del Rey disputada en Oviedo donde cayó finalmente en semifinales frente al RCD Mallorca. En liga finalizó en un histórico 4º puesto en el grupo III de la División de Honor juvenil.

## Copa Cataluña 2014
Primera ronda
| 3 de agosto de 2014 | CD Masnou | 3-3 (p 2-4) | CF Badalona | Municipal del Masnou, Masnou |  |

Dieciseisavos de final
| 10 de agosto de 2014 | FC Martinenc | 1-1 (p 1-3) | CF Badalona | Municipal del Guinardó, Barcelona |  |

Octavos de final
| 17 de agosto de 2014 | CF Badalona | 0-0 (p 5-4) | UE Olot | Municipal de Pomar, Badalona |  |

Cuartos de final
| 12 de noviembre de 2014 | CF Badalona | 1-1 (p 2-4) | Girona FC | Municipal de Pomar, Badalona |  |

## Copa Cataluña 2022
Primera ronda
| 7 de agosto de 2022 | FE Grama | 1-2 | CF Badalona | Municipal Baró de Viver, Barcelona |  |

Octavos de final
| 13 de agosto de 2022 | CF Peralada | 0-0 (p 2-4) | CF Badalona | Municipal de Peralada, Peralada |  |

Cuartos de final
| 20 de agosto de 2022 | UE Cornellà | 1-3 | CF Badalona | Municipal de Cornellà, Cornellá de Llobregat |  |

 Semifinal
| 16 de noviembre de 2022 | CP San Cristóbal | 0-1 | CF Badalona | Municipal de Ca N'anglada, Tarrasa |  |

| FINAL                                                                      |  |
| -------------------------------------------------------------------------- |  |
| Club de Fútbol Badalona vs Fútbol Club Andorra 15 de Febrero de 2023 (0-1) |  |

## Estadios

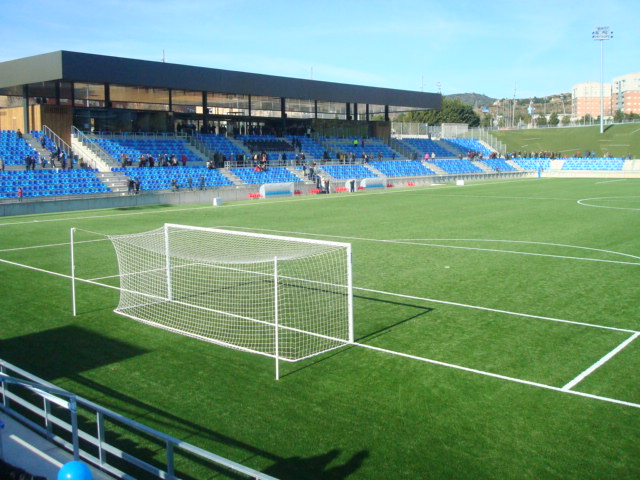
Estadi Municipal de Badalona

Camp del Centenari, fundado en 1936, con capacidad para 10.000 personas y con unas dimensiones de 105x65 metros fue la casa del CF Badalona hasta 2017. Situado en la Avenida de Navarra llegó a registrar llenos históricos.
El 29 de enero de 2017 se inauguró el nuevo estadio municipal con una capacidad de 4.170 espectadores, gracias a la junta directiva presidida por el presidente Miguel Ángel Sánchez, después de más veinte años luchando por un estadio digno en la ciudad, se consigue el sueño para iniciar un proyecto hacia la profesionalización del fútbol. El estadio está diseñado para una futura ampliación hasta los 10.000 asientos si fuera necesario y obtener la calificación UEFA.
En la temporada 2019-20 se disputaron 3 rondas de la Copa del Rey, cayendo eliminado el CF Badalona en la prórroga de los dieciseisavos de final.
En 2023 se jugó la final de la Copa Catalunya entre el CF Badalona y el FC Andorra.

## Trofeo Joan Saisó
El trofeo Joan Saisó es un prestigioso trofeo que se otorga al máximo goleador de la temporada del Club Fútbol Badalona en todas las competiciones oficiales que el club disputa: la liga, la Copa del Rey y la Copa Federación.
Joan Saisó fue un emblemático socio del club que trabajó siempre en beneficio del Club Fútbol Badalona.
El trofeo se creó el año 2018 para premiar al máximo goleador del club. Los campeones son:
- 2018/19: Natalio
- 2019/20: Christian Montes
- 2020/21: Robert Simón
- 2021/22: Xavi Molina y Toni Larrosa. Aplicando el primer criterio de desempate, más goles a domicilio, se le otorga a Xavi Molina el trofeo.
- 2022/23: Walid Meddeb y  Carlos Javier Polo
- 2023/24: Toni Larrosa
- 2024/25: Dani Homet

## Datos del club
- Temporadas en Primera División: 0.
- Temporadas en Segunda División: 14.
- Temporadas en Segunda División B de España: 17.
- Temporadas en Segunda División RFEF: 1.
- Temporadas en Tercera División RFEF: 4.
- Temporadas en Tercera División de España: 39.
- Mejor puesto en la liga: 4.º (Segunda "A" temporada 1933/34).
- Peor puesto en la liga: 15.º (Segunda "A" temporadas: 1949/50 y 1951/52).

## Organigrama deportivo

### Plantilla y cuerpo técnico
- Al formar parte de la Segunda División B de España, los jugadores que componen la plantilla cuentan con dorsales fijos.

- Los equipos españoles están limitados a tener en la plantilla un máximo de tres jugadores sin pasaporte de la Unión Europea. La lista incluye solo la principal nacionalidad de cada jugador.

### Entrenadores

#### Cronología de los entrenadores
- Ramón María Calderé (2002-05)
- Julià García (2005-06)
- Francisco López (2006-08)
- Miguel Álvarez (2008-09)
- Manolo González (2009)
- Bernardo Fuentes (2009)
- Toni Llebaría (2010)
- Manuel Márquez Roca (2010-12)
- Albert Càmara (2012-13)
- Pedro Belmonte Rincón (2013-14)
- Manolo González (2014-18)
- Ramón María Calderé Rey (2018-19)
- Juan Manuel Pons (2019)
- Manolo González (2019-21)
- Javi Moreno (2021-22)
- Santi Álvarez (2022-23)
- Gerard Albaladejo (2023-24)
- Jordi López (2024-25)
- Pedro Dólera (2025-26)

## Trayectoria histórica
| - 1929-30: 3ª División 2.º - 1930-31: 3ª División 3.º - 1931-32: 3ª División 2.º - 1932-33: 3ª División 1.º - 1933-34: 3ª División 4.º - 1934-35: 2ª División 6.º - 1935-36: 2ª División 4.º - 1939-40: 2ª División 8.º - 1940-41: 2ª División 12.º - 1945-46: 3ª División 1.º - 1946-47: 3ª División 1.º - 1947-48: 2ª División 10.º - 1948-49: 2ª División 13.º - 1949-50: 2ª División 15.º - 1950-51: 2ª División 13.º - 1951-52: 2ª División 15.º |  | - 1952-53: 3ª División 4.º - 1953-54: 3ª División 11.º - 1954-55: 3ª División 8.º - 1955-56: 3ª División 5.º - 1956-57: 3ª División 2.º - 1957-58: 3ª División 14.º - 1958-59: 3ª División 6.º - 1959-60: 3ª División 8.º - 1960-61: 3ª División 1.º - 1961-62: 3ª División 6.º - 1962-63: 3ª División 2.º - 1963-64: 2ª División 14.º - 1964-65: 2ª División 14.º - 1965-66: 2ª División 12.º - 1966-67: 2ª División 10.º - 1967-68: 2ª División 9.º |  | - 1968-69: 3ª División 4.º - 1969-70: 3ª División 2.º - 1970-71: 3ª División 11.º - 1971-72: 3ª División 17.º - 1977-78: 3ª División 13.º - 1978-79: 3ª División 2.º - 1979-80: 3ª División 11.º - 1980-81: 3ª División 3.º - 1981-82: 3ª División 2.º - 1982-83: 3ª División 3.º - 1983-84: 3ª División 3.º - 1984-85: 3ª División 11.º - 1985-86: 3ª División 19.º - 1987-88: 3ª División 5.º - 1988-89: 3ª División 18.º - 1993-94: 3ª División 6.º |  | - 1994-95: 3ª División 18.º - 1997-98: 3ª División 12.º - 1998-99: 3ª División 13.º - 1999-00: 3ª División 18.º - 2002-03: 3ª División 1.º - 2003-04: 3ª División 1.º - 2004-05: 2ª División B 9.º - 2005-06: 2ª División B 1.º - 2006-07: 2ª División B 5.º - 2007-08: 2ª División B 12.º - 2008-09: 2ª División B 9.º - 2009-10: 2ª División B 12.º - 2010-11: 2ª División B 2.º - 2011-12: 2ª División B 4.º - 2012-13: 2ª División B 13.º - 2013-14: 2ª División B 13.º |  | - 2015-16: 2ª División B 13.º - 2016-17: 2ª División B 5.º - 2017-18: 2ª División B 8.º - 2018-19: 2ª División B 7.º - 2019-20: 2ª División B (suspendida) - 2020-21: 2ª División B 6.º - 2021-22: 2ª RFEF 15.º - 2022-23: 3ª RFEF 13.º - 2023-24: 3ª RFEF 4.º - 2024-25: 3ª RFEF 5.º - 2025-26: 3ª RFEF |  |  |

## Palmarés

### Campeonatos nacionales
- Segunda División "B" (1): 2005/06 (Grupo III).
- Tercera División Española (4): 1932/33, 1945/46, 1946/47, 1960/61
- 'Tercera División - Grupo V' (2): 2002/03, 2003/04.
- Copa Real Federación Española de Fútbol (1): 2003/04.

### Campeonatos regionales
- Campeonato de Cataluña de fútbol (1): 1912/13.
- Campeonato de Cataluña de Segunda Categoría (2): 1917/18, 1925/26.
- Copa Cataluña Juvenil (1): 2021/22.

### Trofeos amistosos
- Torneo Históricos del Fútbol Catalán (7): 1987, 2003, 2004, 2008, 2011, 2017, 2018.
- Trofeo Ciudad de Santa Coloma (2):  1980, 1988
- FIFA Manager (1): 2021.
- Trofeo Gaspar Matas (1): 2010

### Otros méritos deportivos
- 1 vez subcampeón de la Copa Cataluña: 2022/23
- 1 vez subcampeón del torneo Internacional de fútbol base  Mediterranean International Cup:  2023